# Blå Boden
Blå boden var en heminredningsbutik på Råå.
Textilkonstnären Maja Sjöström växte upp i Bårslöv utanför Helsingborg med bland annat tre äldre systrar: Alma (1864–1945), Sofia (1866–1946) och Mathilda (1869–1960) Sjöström. Hon tog 1921 initiativ till att öppna en heminredningsbutik med exklusivt italiensk konsthantverk på närbelägna Råå för att de äldre systrarna skulle få möjlighet att bosätta sig där och leva ett mindre slitsamt liv än som sjuksköterskor.
Maja Sjöström, som då var bosatt i Rom, svarade för inköpen till butiken, som de första åren låg vid Kustgatan 6 på Råå. Kunderna var förmögna personer och inkluderade kung Gustaf V och kronprinsessan Louise. Verksamheten gick bra efter några år, och systrarna Sjöström kunde 1926 låta uppföra ett kombinerat bostads- och butikshus i hörnet av Kustgatan och Skeppargatan. Detta ritades av Arnold Salomon-Sörensen.
Efter Kreugerkraschen 1932 gick affärerna dåligt, och 1939 stängde affären helt.
Råå Museum gjorde 2017 en utställning i samarbete med kulturnämnden i Helsingborgs stad.